# NGC 5514A
NGC 5514A је галаксија у сазвежђу Волар која се налази на NGC листи објеката дубоког неба.
Деклинација објекта је + 7° 39' 28" а ректасцензија 14h 13m 39,4s. Привидна величина (магнитуда) објекта NGC 5514 износи 14,5 а фотографска магнитуда 15,5. NGC 5514A је још познат и под ознакама UGC 9102, MCG 1-36-23, CGCG 46-66, VV 70, KCPG 420B, PGC 93124.